# 1941 en arts plastiques
| Années des arts plastiques : 1938 - 1939 - 1940 - 1941 - 1942 - 1943 - 1944    |
| Décennies des arts plastiques : 1910 - 1920 - 1930 - 1940 - 1950 - 1960 - 1970 |

Cette page concerne l'année 1941 en arts plastiques.

## Événements
- Mars : Un groupe d'artistes surréalistes crée un nouveau jeu de cartes, le Jeu de Marseille, dont les couleurs et figures remplacent celles du jeu de cartes classique.

## Naissances
- 5 janvier : Roger Langlais, essayiste et peintre français († 10 septembre 2018),
- 10 janvier : Jacques Grinberg, peintre bulgare, israélien et français († 31 mai 2011),
- 13 février : Sigmar Polke, peintre allemand († 11 juin 2010),
- 7 mars : Philippe Mohlitz, graveur français († 14 mars 2020),
- 9 mars :  Ger van Elk, sculpteur, sérigraphe, cinéaste, artiste conceptuel, photographe, artiste d'installation, peintre et dessinateur néerlandais († 17 août 2014),
- 23 avril : Lena Vandrey, sculptrice et peintre française († 8 novembre 2018),
- 17 mai : Freddy Ruhlmann, peintre et sculpteur français († 24 mai 2004),
- 4 juin : Jörg Schuldhess, dessinateur, peintre, graphiste et écrivain suisse († 15 juin 1992),
- 6 juin : Markus Raetz, peintre, graveur et sculpteur suisse († 14 avril 2020),
- 23 juin : Claire Nicole, peintre et graveur suisse,
- 11 août: Bruno Baeriswyl, peintre suisse († 23 octobre 1996),
- 4 octobre : Bob Wilson, metteur en scène, dramaturge de théâtre expérimental et plasticien américain († 31 juillet 2025),
- 11 octobre : Leonid Sokov, sculpteur soviétique puis russe († 6 avril 2018),
- 17 novembre : Antoine de Margerie, peintre français († 9 février 2005),
- 21 novembre : Jacques Schuffenecker, peintre français († 7 mai 1996),
- 6 décembre : Bruce Nauman, sculpteur et vidéaste américain.

- ? :
  - Irene Avaalaaqiaq, artiste inuit,
  - Peter Mollica, artiste verrier américain,
  - Dietlind Petzold, sculptrice allemande,
  - Nelfa Querubin, céramiste et graveur philippine,
  - Kiyoto Sato, peintre abstrait japonais.

## Décès
- 2 janvier : Joseph Kutter, peintre luxembourgeois (° 12 décembre 1894),
- 3 janvier : Eugène Boch, peintre belge (° 1er septembre 1855),
- 5 janvier : Maxime Faivre, peintre français (° 5 janvier 1856),
- 10 janvier : John Lavery, peintre portraitiste irlandais (° 20 mars 1856),
- 12 janvier : Eugène Dufour, peintre français (° 11 octobre 1873),
- 14 janvier : Ludovic Alleaume, peintre, graveur et illustrateur français (° 24 mars 1859),
- 31 janvier :
  - Fernand Quignon, peintre français (° 20 septembre 1854),
  - Maurice Lévis, peintre et aquarelliste français (° 11 novembre 1860),
- 4 février : Louis Cario, peintre français (° 22 juin 1889),
- 5 février :
  - Alfred Arthur Brunel-Neuville, peintre de genre français (° 2 décembre 1852),
  - Édouard Paul Mérite, peintre et sculpteur français (° 7 mars 1867),
- 6 février : Maximilien Luce, peintre, graveur et militant libertaire français (° 13 mars 1858),
- 7 février : Henry Blahay, peintre français de l'École de Nancy (° 21 février 1869),
- 11 février : Lucien Poignant, peintre français  (° 23 janvier 1905),
- 18 février : George Minne, sculpteur belge (° 30 août 1866),
- 20 février : František Kysela, graphiste, scénographe et enseignant austro-hongrois puis tchécoslovaque (° 4 septembre 1881),
- 2 mars : Frédéric-Auguste Cazals, peintre, dessinateur, écrivain, poète et illustrateur français (° 31 juillet 1865),
- 7 mars : Philippe Pourchet,  peintre paysagiste français (° 14 décembre 1872),
- 8 mars : Carlo Anadone, peintre et photographe italien (° 30 septembre 1851),
- 15 mars : Alexi von Jawlensky, peintre russe (° 13 mars 1864),
- 17 mars : Otto Haberer, peintre et décorateur suisse (° 17 juin 1866),
- 22 mars :
  - Charles Gir, peintre, sculpteur, dessinateur, affichiste et caricaturiste français (° 1er novembre 1883),
  - Ivan Trouch, peintre impressionniste et critique d'art russe puis soviétique (° 17 janvier 1869),
- 3 avril : Takeshirō Kanokogi, peintre japonais (° 9 novembre 1874),
- 16 avril : Émile Bernard, peintre et écrivain français (° 28 avril 1868),
- 18 avril : Eugène Galien-Laloue, peintre et graveur français (° 11 décembre 1854),
- 24 avril : Yasushi Tanaka, peintre de portraits, nus, architectures, paysages et fleurs japonais (° 13 mai 1886),
- 28 avril : Jeanne Contal, peintre miniaturiste française (° 7 janvier 1866),
- 3 mai : Georges Dilly, peintre français (° 16 juin 1874),
- 6 mai : Joseph Garibaldi, peintre français (° 12 mai 1863),
- 11 mai : Jeanne Donnadieu, peintre française (° 30 janvier 1864),
- 12 mai : Georges Bouche, peintre français (° 24 janvier 1874),
- 15 mai : Michel Maximilien Leenhardt, peintre français (° 2 avril 1853),
- 18 mai : Marie Bermond, peintre et dessinatrice française (° 31 octobre 1859),
- 20 mai : André-Marc Antigna, peintre portraitiste, de genre et miniaturiste français (° 26 avril 1869),
- 24 mai : Tita Gori, peintre italien (° 22 juillet 1870),
- 26 mai : Alphonse Lalauze, peintre et illustrateur français (° 4 juin 1872),
- 14 juin : Charles Naillod, peintre, graveur et illustrateur français (° 6 juin 1876),
- 19 juin : Elena Popea, peintre roumaine (° 15 avril 1879),
- 26 juin : Ettore Tito, sculpteur et peintre italien (° 17 décembre 1859),
- 7 juillet : Victor Dupont, peintre, aquarelliste, graveur et céramiste français (° 12 juillet 1873),
- 9 juillet : André Chapuy, peintre français (° 1879),
- 23 juillet : Sarah Cecilia Harrison, peintre irlandaise (° 21 juin 1863),
- 28 juillet : Sosthène Weis, architecte et peintre luxembourgeois (° 29 janvier 1872),
- 31 juillet : Alfred Melot, peintre français (° 19 octobre 1854),
- 16 août : Robert Guénine, peintre, dessinateur, illustrateur russe puis soviétique d'origine juive (° 11 août 1884),
- 7 septembre : Lajos Vajda, peintre et graphiste hongrois (° 6 août 1908),
- 8 septembre : Giuseppe Amisani, peintre italien (° 7 décembre 1881),
- 9 septembre : William Gerard Barry, peintre irlandais (° 1864),
- 27 septembre : Eugène Cadel, peintre, graveur, critique d'art et enseignant français (° 18 juin 1862),
- 29 septembre :
  - Vilmos Aba-Novák, peintre hongrois (° 15 mars 1894),
  - Henry Paul Edmond Caron, peintre français (° 9 mai 1860),
- 7 octobre : Jean Marchand, peintre, graveur et illustrateur français (° 21 novembre 1882),
- 22 octobre : Louis Marcoussis, peintre et graveur polonais naturalisé français (° 14 novembre 1878),
- 24 octobre : Henri Duhem,  peintre français (° 7 avril 1860),
- 25 octobre :
  - Giuseppe Casciaro, peintre paysagiste italien (° 9 mars 1861),
  - Robert Delaunay, peintre français (° 12 avril 1865),
- ? octobre : César Giris, peintre, dessinateur, caricaturiste, scénographe et sculpteur italien (° 1877),
- 4 novembre : Henri-Gédéon Daloz, photographe, aquarelliste et peintre français (° 10 février 1861),
- 7 novembre : Paula Gans, peintre austro-hongroise puis tchécoslovaque (° 9 mai 1883),
- 8 novembre : Auguste Brouet, dessinateur, graveur et illustrateur français (° 10 octobre 1872),
- 23 novembre : Eugeniusz Dąbrowa-Dąbrowski, peintre et architecte polonais (° 4 novembre 1870),
- 24 novembre : Gabriel Girodon, peintre et sculpteur français (° 14 avril 1884),
- 28 novembre : Mihailo Milovanović, peintre, sculpteur et écrivain serbe puis yougoslave (° 24 février 1879),
- 2 décembre : Edward Rydz-Śmigły, homme politique polonais, officier de l'armée polonaise, peintre et poète (° 11 mars 1886),
- 3 décembre : Pavel Filonov, peintre russe puis soviétique (° 8 janvier 1883),
- 5 décembre : Amrita Sher-Gil, peintre hungaro-indienne (° 30 janvier 1913),
- 9 décembre : Jan Hendrik Scheltema, peintre, dessinateur et graveur australien d'origine néerlandaise (° 23 août 1861),
- 10 décembre : Georges-Henri Manesse, peintre, aquarelliste, graveur et illustrateur français (° 29 janvier 1854),
- 11 décembre : Bronisław Gembarzewski, colonel du génie militaire polonais, peintre de bataille, historien militaire et directeur du Musée national de Varsovie et du Musée de l'Armée polonaise (° 30 mai 1872),
- 16 décembre : Jules Chadel, peintre, dessinateur et graveur français (° 10 juin 1870),
- 19 décembre : Carl Bantzer, peintre allemand (° 6 août 1857),
- 28 décembre : Marcel Baschet, peintre et illustrateur français (° 5 août 1862),
- 30 décembre :
  - Chas Laborde, écrivain, journaliste, graveur, peintre et illustrateur français (° 8 août 1886),
  - Lazar Lissitzky, peintre, designer, photographe, typographe et architecte russe (° 23 novembre 1890),

- ? :
  - Fernand Alkan-Lévy, peintre français (° 1870),
  - Gustave Assire, peintre, aquarelliste et illustrateur français (° 31 octobre 1870),
  - Pierre Berthelier, peintre français (° 1878),
  - Henri Blahay, peintre français de l'École de Nancy (° 1869),
  - Cécile Bougourd, peintre française (° 1857),
  - Paul Buffet, peintre, illustrateur et prêtre français (° 27 avril 1864),
  - Charles Chivot, peintre, sculpteur et illustrateur français (° 30 novembre 1866),
  - Ernest Designolle, peintre et aquarelliste français (° 23 juillet 1850),
  - Auguste-Antoine Durandeau, peintre et décorateur français (° 30 juillet 1854),
  - Charles Jaffeux, peintre et graveur français (° 1902),
  - Charles-Boris de Jankowski, peintre, dessinateur, lithographe et illustrateur polonais (° 21 mai 1862),
  - Hugo Lehmann, peintre pastelliste allemand (° 1871),
  - Luigi Olivetti, peintre et graveur italien (° 11 novembre 1856).